# Deba (couteau)
Pour les articles homonymes, voir Deba.

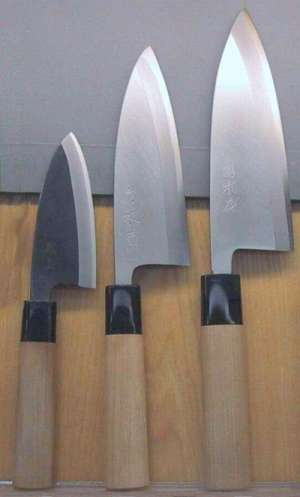
Deba bōchō de différentes tailles

Les deba bōchō (出刃包丁, « couteau à découper pointu ») sont des couteaux de cuisine de style japonais principalement utilisés pour couper le poisson et la viande. Ils existent en différentes tailles, parfois jusqu'à 30 cm de longueur. Le deba bōchō est apparu pour la première fois pendant la période Edo à Sakai. Il est conçu pour décapiter et fileter les poissons. Son épaisseur, et souvent un angle plus obtus à l'arrière du talon lui permettent de couper les têtes des poissons sans dommage. Le reste de la lame est ensuite utilisé pour chevaucher les arêtes de poisson, séparant le filet. Traditionnellement, ceux-ci sont fabriqués en acier au carbone, qui nécessite un entretien et un huilage réguliers pour éviter la rouille. Cependant, de nombreux couteaux modernes sont également disponibles en acier inoxydable. Les lames en acier au carbone peuvent être affûtées pour obtenir un tranchant plus acéré.
Le deba n'est pas destiné à couper des os de gros diamètre.